# Adam Peaty
Adam George Peaty OBE (* 28. prosince 1994, Uttoxeter, Spojené království) je britský plavec. Na olympijských hrách 2016 v Rio de Janeiro získal zlatou medaili v závodě na 100 metrů prsa v novém světovém rekordu a stříbrnou v polohové štafetě 4×100 m. Je též osminásobným mistrem světa. Je současný držitel světových rekordů na 100 m prsa (56,88), první člověk pod hranicí 57 vteřin, a 50 metrů prsa (25,95) na dlouhém bazéně (50 m). V listopadu 2020 zaplaval v Budapešti světový rekord na 100 m v krátkém bazénu časem 55,49 s.
Na Letních olympijských hrách 2020 obhájil vítězství na 100 metrů prsa. Také vyhrál olympijskou premiéru smíšených štafet na 4×100 m polohový závod a byl druhý s mužskou polohovkářskou štafetou.
V letech 2015 a 2018 ho časopis Swimming World vyhlásil světovým plavcem roku. V roce 2021 získal cenu britských novinářů pro sportovce roku. Od roku 2022 je důstojníkem Řádu britského impéria.
Jeho trenérkou je Melanie Marshallová.